# Louie Louie (Black Flag)
Louie Louie è un singolo del gruppo hardcore punk statunitense Black Flag, cover di Louie Louie di Richard Berry, pubblicato inizialmente da Posh Boy Records nel 1981 e ristampato nel 1991 dalla SST Records, di proprietà di Greg Ginn. L'album contiene, oltre la cover di Louie Louie di Richard Berry, una prima versione di Damaged I, che in seguito apparirà in una forma più breve nel primo album Damaged.

## Tracce
1. Louie, Louie (Richard Berry) - 1:20
2. Damaged I (Dez Cadena, Greg Ginn) - 4:06

## Crediti[2]
- Dez Cadena - voce
- Greg Ginn - chitarra
- Chuck Dukowski - basso
- ROBO - batteria
- Black Flag - produttore
- Spot - produttore, ingegneria del suono
- Ed Colver - fotografia, foto di copertina